# Robert Fesler
Robert Fesler, né à Marcinelle, le 8 juin 1887, et mort à Marchienne-au-Pont, le 13 décembre 1931, est un journaliste, député belge et bourgmestre socialiste de Marchienne-au-Pont.

## Biographie
Robert Gustave Henri Fesler, né à Marcinelle le 8 juin 1887 est le fils d'André Fesler, dit Henri, employé, et de Maria Joséphine Fivet. Il a épousé Adhéna Deneumoustier. Il est le grand-père de Robert Fesler, inventeur et constructeur de synthétiseurs musicaux.
Il fait ses études secondaires à l'Athénée de Charleroi et poursuit avec des études supérieures à l'Institut des hautes études commerciales de Mons qu'il ne termine pas. Plutôt qu'une carrière commerciale, il choisit le journalisme à l'Écho de la Sambre, dont il deviendra le rédacteur en chef, avant la Première Guerre mondiale et la lutte des idées. Il entrera ensuite au Journal de Charleroi. Pendant la Première Guerre mondiale, il prend la direction du Comité de Secours de Marchienne-au-Pont notamment en ce qui concerne le ravitaillement. Il sera aussi le secrétaire de la Royale Feuille d'Etain de Marchienne-au-Pont, œuvre sociale dont la devise est « Donne et tais-toi ».
En 1920, il s'implique activement en politique quand Nicolas Souplit, membre du Parti ouvrier belge, fait appel à lui comme secrétaire général de la Fédération socialiste de l'arrondissement de Charleroi. En 1921, il est élu conseiller communal de Marchienne-au-Pont et immédiatement nommé bourgmestre. En 1925, les électeurs des cantons de Marchienne-au-Pont et de Jumet l'envoient au conseil provincial du Hainaut, oὺ il siégera jusqu'en 1929, et y travaille avec Paul Pastur sur les questions sociales et d'enseignement. Ses initiatives en matière administrative lui valurent d'être désigné comme secrétaire de la Fédération nationale des conseillers communaux et provinciaux. En mai 1929, il est élu député à la Chambre des représentants. Il s'y montre comme le défenseur de l'autonomie des communes et des provinces notamment en matière fiscale.
À la suite de son décès le 13 décembre 1931, il reçoit des funérailles civiles le 17 décembre 1931, en présence d'Émile Vandervelde, et est inhumé au cimetière de Marchienne-au-Pont.

## Monument Yvonne Vieslet
En tant que bourgmestre, Robert sera accompagné de la Princesse Marie-José de Belgique, du Général français Lacapelle, du Comte Philippe de Lannoy et du Baron Emile de Cartier de Marchienne le 1er juillet 1928 afin d'inaugurer le monument Yvonne Vieslet.

## Hommages et distinctions
Une rue de Marchienne-au-Pont a été baptisée « rue Robert Fesler » en son honneur.
Un buste à son effigie, œuvre du sculpteur Jules Vanderstock, a été érigé dans le parc communal de Marchienne-au-Pont.
En février 1920, il reçoit la Médaille du roi Albert en récompense de son dévouement pendant la guerre au service des personnes internées en Allemagne.

## Publications
- Agence Belge de renseignements pour les prisonniers de guerre et les internés : Activité pendant la guerre, brochure. Auteur: Robert Fesler, 1919.
- Pays de Charleroi, monographie. Auteurs: Robert Fesler, Jules Bottriaux, Jules Destrée.
- Le suffrage des femmes : maintenant ou plus tard ?, monographie. Auteurs: Emile Vandervelde, Robert Fesler, 1923, ed. l'Eglantine.
- Le Droit de Vote des Femmes, rapports présentés au Congrès Annuel. Rapporteurs: Claire Baril, Robert Fesler.